# Danasari (Karangjambu)
Danasari is een bestuurslaag in het regentschap Purbalingga van de provincie Midden-Java, Indonesië. Danasari telt 2753 inwoners (volkstelling 2010).